# New York Generals
I New York Generals furono un club calcistico statunitense attivo a New York dal 1967 al 1968. Esordì nel campionato NPSL I, entrando a far parte, l'anno successivo, nella neonata NASL.

## Storia
La franchigia dei Generals nacque nel 1967 per prendere parte al campionato NPSL, che concluse al terzo posto nella Eastern division sotto la guida tecnica dell'inglese Freddie Goodwin. L'anno seguente, il club partecipò alla prima edizione del campionato NASL, non riuscendo neanche stavolta a qualificarsi per i playoff. Al termine della stagione la franchigia fu coinvolta nella crisi economica che colpì la NASL, non riuscendo a iscriversi al campionato del 1968 e scomparendo definitivamente. Il calcio nella grande mela ricomparve solo quattro anni dopo con l'avvento dei New York Cosmos.

## Allenatori
- Freddie Goodwin (1967-1968)